# Bistum Concepción (Argentinien)
Das Bistum Concepción (lat.: Dioecesis Sanctissimae Conceptionis in Argentina, span.: Diócesis de la Santísima Concepción) ist eine in Argentinien gelegene römisch-katholische Diözese mit Sitz in Concepción.
Es wurde am 12. August 1963 aus Gebietsabtretungen des Erzbistums Tucumán als eigenständiges Bistum errichtet und diesem als Suffraganbistum unterstellt.

## Bischöfe von Concepción
- Juan Carlos Ferro, 1963–1980
- Jorge Arturo Meinvielle SDB, 1980–1991, dann Bischof von San Justo
- Bernhard Heinrich Witte OMI, 1992–2001
- Armando José María Rossi OP, 2001–2020
- José Melitón Chávez, 2020–2021
- José Antonio Díaz, seit 2021